# Bahnstrecke Neuville-de-Poitou–Bressuire
| Bahnhof Chalandray. Straßenseite, Sommer 2014. |                      | | |
| Streckennummer (SNCF): | 524 000              | | |
| Kursbuchstrecke: | 101.2                | | |
| Streckenlänge: | 72,5 km              | | |
| Spurweite: | 1435 mm (Normalspur) | | |
| Maximale Neigung: | 12,5 ‰               | | |
| |                      | | |
| \| \| \| Bahnstrecke Poitiers–Arçay von Poitiers \| \| \| \| \| VFEP von Lencloitre (Meterspur; 1921–1932) \| \| \| \| 17,3 0,0 \| Neuville-de-Poitou \| Neuville-de-Poitou \| \| \| \| Bahnstrecke Poitiers–Arçay nach Arçay \| \| \| \| \| VFEP nach Lusignan \| \| \| \| 6,0 \| Villiers-Vouillé \| Villiers-Vouillé \| \| \| 13,5 \| Ayron-Latillé \| Ayron-Latillé \| \| \| 19,7 \| Chalandray \| Chalandray \| \| \| ~20,4 \| Ausbauende \| Ausbauende \| \| \| ~22,7 \| Département Vienne/Deux-Sèvres \| Département Vienne/Deux-Sèvres \| \| \| ~24,8 \| D 738 (ehem. N 738) \| D 738 (ehem. N 738) \| \| \| 25,1 \| La Ferrière-Thénezay \| La Ferrière-Thénezay \| \| \| 32,0 \| La Peyratte \| La Peyratte \| \| \| ~34,4 \| N 149 \| N 149 \| \| \| ~37,0 \| Viaduc du Jorson (60 m) \| Viaduc du Jorson (60 m) \| \| \| 37,2 \| Region Sud-Ouest/Ouest \| Region Sud-Ouest/Ouest \| \| \| ~37,7 \| Gleisanlieger \| Gleisanlieger \| \| \| 38,6 \| Bahnstrecke Chartres–Bordeaux von Bordeaux Saint-Jean \| Bahnstrecke Chartres–Bordeaux von Bordeaux Saint-Jean \| \| \| \| \| \| \| \| ~38,6 \| D 949 (ehem. N 149) u. Tramways des Deux-Sèvres (TDS) von St. Laurs und von St Léger-Lès-Melle über St Maixent \| D 949 (ehem. N 149) u. Tramways des Deux-Sèvres (TDS) von St. Laurs und von St Léger-Lès-Melle über St Maixent \| \| \| \| \| \| \| \| 38,8 \| Parthenay \| Parthenay \| \| \| \| Thouet (Viaduc de Parthenay, 194 m) \| \| \| \| 39,1 \| Bahnstrecke Chartres–Bordeaux nach Chartres \| Bahnstrecke Chartres–Bordeaux nach Chartres \| \| \| ~40,1 \| D 949 (ehem. N 149) und D 938 (ehem. N 138) \| D 949 (ehem. N 149) und D 938 (ehem. N 138) \| \| \| 50,2 \| Fénery \| Fénery \| \| \| 56,2 \| Clessé \| Clessé \| \| \| ~57,1 \| D 19 (ehem. N 744) \| D 19 (ehem. N 744) \| \| \| 61,8 \| La Chapelle-Saint-Laurent \| La Chapelle-Saint-Laurent \| \| \| ~62,2 \| D 748 (ehem. N 149) \| D 748 (ehem. N 149) \| \| \| 71,5 \| Bahnstrecke La Possonnière–Niort von Niort \| Bahnstrecke La Possonnière–Niort von Niort \| \| \| 71,7 \| Bahnstrecke Les Sables-d’Olonne–Tours nach Les Sables \| Bahnstrecke Les Sables-d’Olonne–Tours nach Les Sables \| \| \| ~34,4 \| D 938ter (ehem. N 138ter) \| D 938ter (ehem. N 138ter) \| \| \| \| TDS von Montreuil-Bellay \| \| \| \| 72,5 \| Bressuire \| Bressuire \| \| \| \| Viaduc (112 m) \| \| \| \| \| Bahnstrecke Les Sables-d’Olonne–Tours nach Tours \| \| \| \| \| Bahnstrecke La Possonnière–Niort nach La Possonnière \| \| |                      | | |
| |                      | Bahnstrecke Poitiers–Arçay von Poitiers                                                                        | |
| U-Bahn-Strecke quer · Kreuzung geradeaus oben · U-Bahn-Strecke von rechts (außer Betrieb) |                      | VFEP von Lencloitre (Meterspur; 1921–1932)                                                                     | VFEP von Lencloitre (Meterspur; 1921–1932)                                                                     |
| Bahnhof · U-Bahn-Bahnhof | 17,3 0,0             | Neuville-de-Poitou                                                                                             | Neuville-de-Poitou                                                                                             |
| Abzweig geradeaus und nach rechts · U-Bahn-Strecke |                      | Bahnstrecke Poitiers–Arçay nach Arçay                                                                          | Bahnstrecke Poitiers–Arçay nach Arçay                                                                          |
| Strecke · U-Bahn-Strecke nach links (außer Betrieb) |                      | VFEP nach Lusignan                                                                                             | VFEP nach Lusignan                                                                                             |
| ehemaliger Bahnhof | 6,0                  | Villiers-Vouillé                                                                                               | Villiers-Vouillé                                                                                               |
| ehemaliger Bahnhof | 13,5                 | Ayron-Latillé                                                                                                  | Ayron-Latillé                                                                                                  |
| Dienststation / Betriebs- oder Güterbahnhof | 19,7                 | Chalandray | Chalandray |
| | ~20,4                | Ausbauende | Ausbauende |
| Grenze | ~22,7                | Département Vienne/Deux-Sèvres                                                                                 | Département Vienne/Deux-Sèvres                                                                                 |
| Bahnübergang | ~24,8                | D 738 (ehem. N 738)                                                                                            | D 738 (ehem. N 738)                                                                                            |
| ehemaliger Bahnhof | 25,1                 | La Ferrière-Thénezay                                                                                           | La Ferrière-Thénezay                                                                                           |
| ehemaliger Haltepunkt / Haltestelle | 32,0                 | La Peyratte | La Peyratte |
| Brücke | ~34,4                | N 149 | N 149 |
| Brücke | ~37,0                | Viaduc du Jorson (60 m)                                                                                        | Viaduc du Jorson (60 m)                                                                                        |
| Grenze | 37,2                 | Region Sud-Ouest/Ouest                                                                                         | Region Sud-Ouest/Ouest                                                                                         |
| Abzweig geradeaus und ehemals nach links | ~37,7                | Gleisanlieger                                                                                                  | Gleisanlieger                                                                                                  |
| Abzweig geradeaus und von links | 38,6                 | Bahnstrecke Chartres–Bordeaux von Bordeaux Saint-Jean                                                          | Bahnstrecke Chartres–Bordeaux von Bordeaux Saint-Jean                                                          |
| |                      | | |
| U-Bahn-Strecke von links (außer Betrieb) | ~38,6                | D 949 (ehem. N 149) u. Tramways des Deux-Sèvres (TDS) von St. Laurs und von St Léger-Lès-Melle über St Maixent | D 949 (ehem. N 149) u. Tramways des Deux-Sèvres (TDS) von St. Laurs und von St Léger-Lès-Melle über St Maixent |
| |                      | | |
| ehemaliger Bahnhof · U-Bahn-Kopfbahnhof Streckenende | 38,8                 | Parthenay | Parthenay |
| Brücke über Wasserlauf |                      | Thouet (Viaduc de Parthenay, 194 m)                                                                            | Thouet (Viaduc de Parthenay, 194 m)                                                                            |
| Abzweig ehemals geradeaus und nach rechts | 39,1                 | Bahnstrecke Chartres–Bordeaux nach Chartres                                                                    | Bahnstrecke Chartres–Bordeaux nach Chartres                                                                    |
| Bahnübergang (Strecke außer Betrieb) | ~40,1                | D 949 (ehem. N 149) und D 938 (ehem. N 138)                                                                    | D 949 (ehem. N 149) und D 938 (ehem. N 138)                                                                    |
| Bahnhof (Strecke außer Betrieb) | 50,2                 | Fénery | Fénery |
| Bahnhof (Strecke außer Betrieb) | 56,2                 | Clessé | Clessé |
| Bahnübergang (Strecke außer Betrieb) | ~57,1                | D 19 (ehem. N 744)                                                                                             | D 19 (ehem. N 744)                                                                                             |
| Bahnhof (Strecke außer Betrieb) | 61,8                 | La Chapelle-Saint-Laurent                                                                                      | La Chapelle-Saint-Laurent                                                                                      |
| Bahnübergang (Strecke außer Betrieb) | ~62,2                | D 748 (ehem. N 149)                                                                                            | D 748 (ehem. N 149)                                                                                            |
| Abzweig geradeaus und von links (Strecke außer Betrieb) | 71,5                 | Bahnstrecke La Possonnière–Niort von Niort                                                                     | Bahnstrecke La Possonnière–Niort von Niort                                                                     |
| Abzweig ehemals geradeaus und von links | 71,7                 | Bahnstrecke Les Sables-d’Olonne–Tours nach Les Sables                                                          | Bahnstrecke Les Sables-d’Olonne–Tours nach Les Sables                                                          |
| Brücke | ~34,4                | D 938ter (ehem. N 138ter)                                                                                      | D 938ter (ehem. N 138ter)                                                                                      |
| U-Bahn-Strecke von rechts (außer Betrieb) · Strecke |                      | TDS von Montreuil-Bellay                                                                                       | TDS von Montreuil-Bellay                                                                                       |
| U-Bahn-Kopfbahnhof Streckenende · Bahnhof | 72,5                 | Bressuire | Bressuire |
| Brücke |                      | Viaduc (112 m)                                                                                                 | Viaduc (112 m)                                                                                                 |
| Abzweig ehemals geradeaus und nach rechts |                      | Bahnstrecke Les Sables-d’Olonne–Tours nach Tours                                                               | Bahnstrecke Les Sables-d’Olonne–Tours nach Tours                                                               |
| |                      | Bahnstrecke La Possonnière–Niort nach La Possonnière                                                           | |

Die Bahnstrecke Neuville-de-Poitou–Bressuire ist eine 72,5 km lange, eingleisige Eisenbahnstrecke in den französischen Départements Vienne und Deux-Sèvres, die seit 1887 die Bahnstrecke Poitiers–Arçay im Osten mit der Bahnstrecke Les Sables-d’Olonne–Tours verbindet. Wichtigster Unterwegsbahnhof auf halber Strecke ist Parthenay, wo die Bahnstrecke Chartres–Bordeaux kreuzt. Der Personenverkehr wurde zwischen 1976 und 1980 eingestellt. Auf dem östlichen Abschnitt findet gelegentlich noch Güterverkehr statt, der westliche Teil wurde entwidmet und ist heute Trasse für einen Radwanderweg.

## Geschichte
| Abschnitt                                                     | Abschnitt                      | BK von bis  | Länge | Eröff. PV  | Schl. PV   | Eröff. GV  | Schl. GV   |
| ------------------------------------------------------------- | ------------------------------ | ----------- | ----- | ---------- | ---------- | ---------- | ---------- |
| Neuville-de-Poitou – Parthenay                                | Neuville-de-Poitou – Parthenay | 0,0 – 38,8  | 38,8  | 19.03.1883 | 01.02.1940 | 19.03.1884 | 01.02.1940 |
| Neuville-de-Poitou – Parthenay                                | Neuville-de-Poitou – Parthenay | 0,0 – 38,8  | 38,8  | 11.11.1943 | 28.09.1980 | 11.11.1943 |            |
|                                                               | Chalandray - Parthenay         | 19,7 – 38,8 | 19,1  |            |            |            | xx.09.1992 |
| Parthenay – Bressuire                                         | Parthenay – Bressuire          | 38,8 – 72,5 | 33,7  | 05.06.1887 | 01.02.1940 | 19.03.1884 | 01.02.1940 |
| Parthenay – Bressuire                                         | Parthenay – Bressuire          | 38,8 – 72,5 | 33,7  | 06.10.1940 | 30.05.1976 | 06.10.1940 |            |
|                                                               | Parthenay – Fénery             | 38,8 – 50,2 | 11,4  |            |            |            | 30.05.1976 |
|                                                               | Fénery - Bressuire             | 50,2 – 72,5 | 22,3  |            |            |            | 01.04.1987 |
| PV = Personenverkehr, GV = Güterverkehr; Länge in km. Quelle: |                                |             |       |            |            |            |            |

Geburtsstunde für diese Bahnstrecke ist der 19. Juni 1886, an dem sie für gemeinnützig erklärt wurde. Eineinhalb Jahre später wurde ein Bieterverfahren eröffnet, bei dem sich am 20. August 1870 die private Bahngesellschaft Compagnie du chemin de fer de Bressuire à Poitiers (BP) durchsetzte. Der Text zu dieser Konzession wurde referenziert, aber nicht veröffentlicht, wahrscheinlich aufgrund des Deutsch-Französischen Krieges. Die Finanzschwäche der BP führte am 21. April 1877 dazu, dass der Staat in Person der Chemins de fer de l’État die Gesellschaft aufkaufte und den weitere Betrieb in Eigenregie durchführte. Am 5. Juni 1887 ging sie in gesamter Länge in Betrieb.

## Streckenbeschreibung

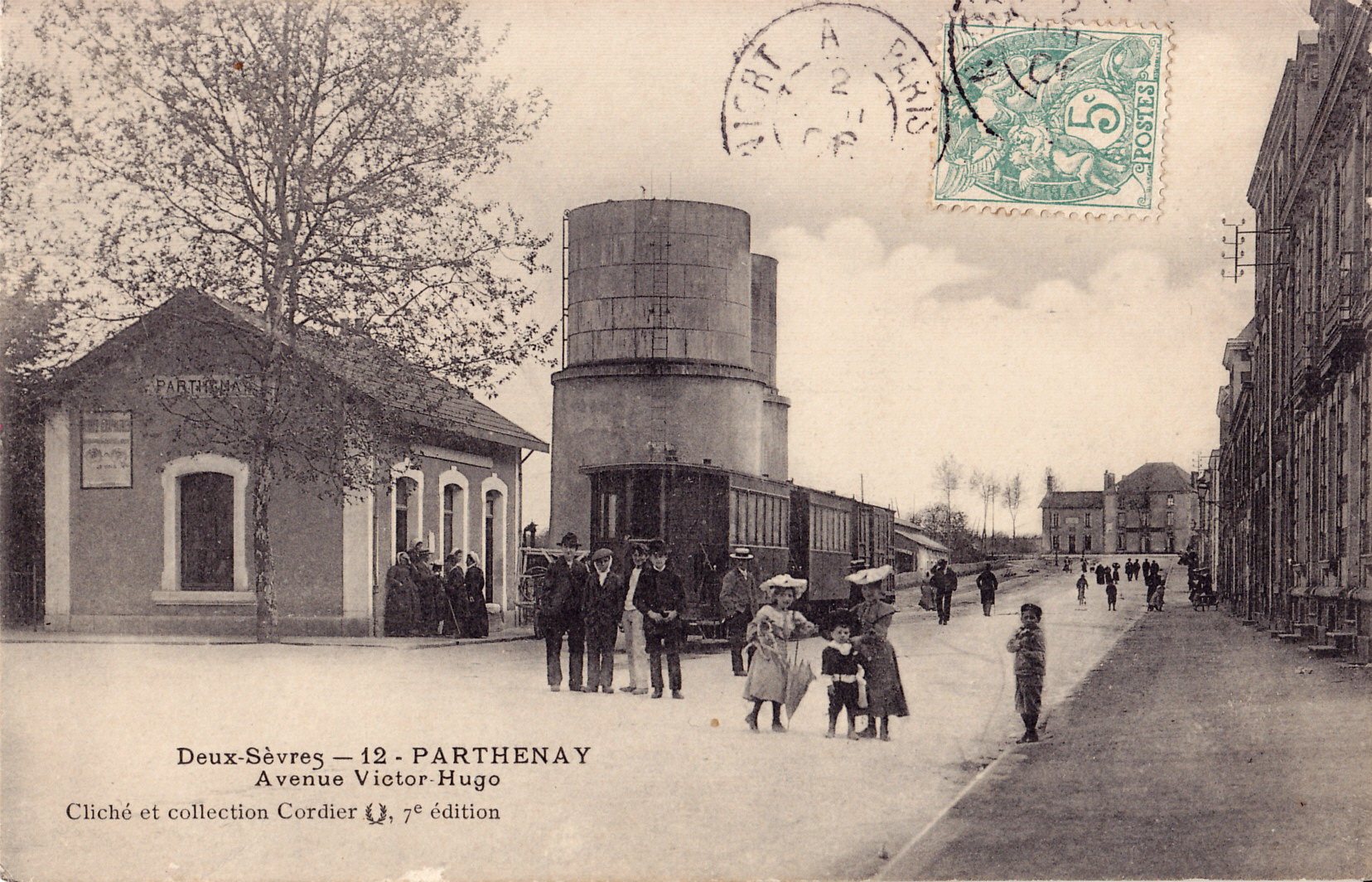
Bahnhof von Partenay im Hintergrund, vorn die Gleisanlagen der TDS und die Getreidesilos von Gamm Vert, vor 1906

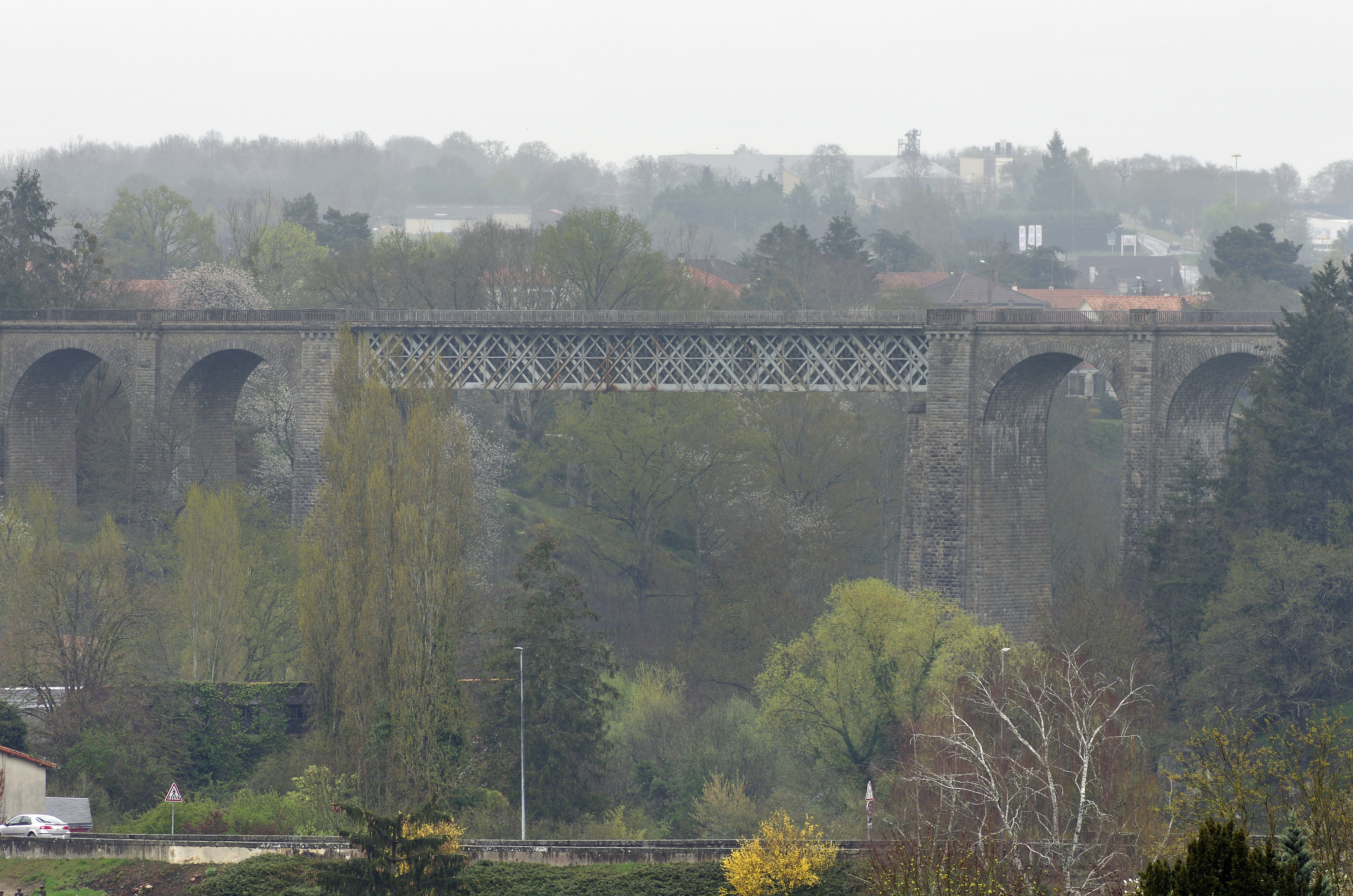
Viaduc de Parthenay, 2019. Der Mittelteil wurde 1944 von den Deutschen gesprengt und hilfsweise überbrückt.

Die Strecke beginnt an dem Provinzbahnhof Neuville-de-Poitou, in dem die Bahnstrecke Poitiers–Arçay von Osten kommend am BK 17,4 nach Nordwesten abzweigt. Ab Ayron läuft sie parallel zur N 149 und quert diese kurz vor Parthenay. Diese Stadt besitzt mit vier heute noch genutzten Gleisen den größten Bahnhof entlang der Strecke. Hier kreuzt die wichtige Magistrale Paris–Bordeaux. Während die Strecke in Richtung Paris unmittelbar hinter dem Viaduc de Parthenay nach Nordosten führt, zweigt diese Strecke nach Nordwesten ab und hält diese Himmelsrichtung bis zu ihrem Endbahnhof Bressuire bei.
Einige Kilometer vor ihrem Ziel kreuzt sie noch einmal die N 149 und erhält von links kommend zunächst Anschluss an die Bahnstrecke La Possonnière–Niort von Niort und wenig später an die Bahnstrecke aus Les Sables-d’Olonne–Tours, die weiter nach Tours führt.
Der östliche Teil bis zum BK ~20,4 gehört noch zum Inventar des SNCF Réseau. Der Abschnitt bis zur Einmündung der Bahnstrecke Chartres–Bordeaux bei BK 38,6 ist stillgelegt, und ab BK 39,1 ist die Strecke entwidmet und die Gleise wurden geräumt.

### Kunstbauwerke
Die Strecke verläuft über flaches Terrain, das keine Steigung über 12,5 % und beim Bau nur eine geringe Anzahl von Kunstbauwerken benötigte.
Größtes Einzelbauwerk ist das Viaduc de Parthenay. Es wurde in den Jahren 1881 bis 1886 errichtet und überbrückt das Tal des Thouet. Am 22. Mai 1944 wurde die Brücke von der Wehrmacht gesprengt, um das Nachrücken der Alliierten zu erschweren. Provisorisch erhielt es nach dem Krieg eine Stahlkassettenüberbrückung, die noch immer erhalten ist.
Bis auf die Station La Peyratte waren alle Unterwegsstationen als Bahnhof ausgestattet, hatten also Ladegleise, von denen vorwiegend landwirtschaftliche Produkte abgingen.

### Sekundärbahnen
An beiden Endbahnhöfen sowie dem wichtigsten Unterwegshalt gab es zu Beginn des 20. Jahrhunderts auf Meterspur Anschlussverbindungen mit Sekundärbahnen. In Neuville verkehrte in der kurzen Zeitspanne von 1921 bis 1932 die Voies Ferrées Economiques du Poitou (VFEP) und in Parthenay sowie in Bressuire die Tramways des Deux-Sèvres (TDS), die zwischen 1901 und 1939 verkehrten. Bei der TDS handelte es sich um zwei getrennte Gleiskörper, die miteinander keine Gleisverbindung besaßen.